# Mude (Ort, Meligo)
Mude ist ein osttimoresischer Ort im Suco Meligo (Verwaltungsamt Cailaco, Gemeinde Bobonaro). Er liegt im Westen der Aldeia Mude, auf einer Meereshöhe von 326 m. Nördlich fließt der Sahalolo, südlich der Nakere. Beide Wasserläufe fließen zum Bulobo im Westen, einem Nebenfluss des Nunura. Eine Straße verbindet das Dorf Mude mit Assalau im Nordosten und Lisuabe im Osten.